# K2タウンキャンパス

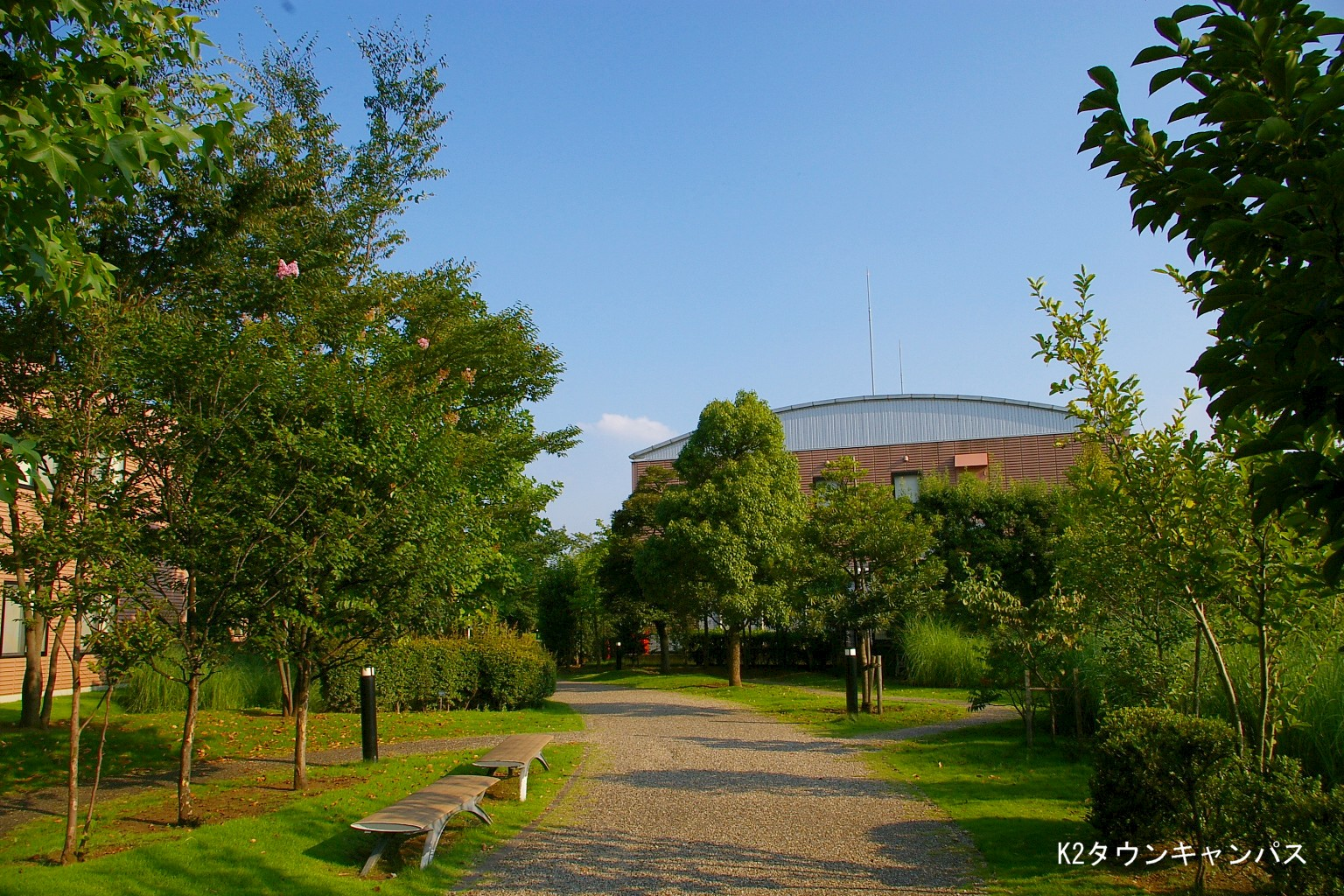
K2タウンキャンパス

K2（ケイ・スクエア）タウンキャンパス（けいすくえあたうんきゃんぱす、新川崎タウンキャンパス）とは神奈川県川崎市幸区新川崎にある研究施設群。

## 概要
K2タウンキャンパス（新川崎タウンキャンパス）は、先端的な産官学共同研究を担う目的を持つ施設として、慶應義塾大学と神奈川県川崎市との連携により、2000年春に開設された。
｢K²｣ は、慶應義塾（K）と川崎市（K）が協力し、2乗の効果を生み出すことを意味している。
「先端的研究・教育の推進」、「新産業・新事業の振興」、「社会・地域への貢献」という相互に関連する3つの理念を柱として掲げ、時代を切り拓く様々な研究教育活動を目指している。
大学付属研究機関として｢新川崎先端研究教育連携スクエア｣が設置されている。当該キャンパスでは、研究だけでなく、「企業ビジネス交流会」や技術展示会の開催を通して新産業や新事業の創出を目指し、研究成果の事業化に向けた可能性を追求しており、すでに複数のベンチャー企業が誕生している。
2003年、K2隣接地に川崎市のインキュベート施設 (KBIC) が建設された。
現在、K2タウンキャンパスには、3学部・2研究科（理工学部、理工学研究科、総合政策学部、環境情報学部、システムデザイン・マネジメント研究科）の教員スタッフが在籍し、各学問分野を自然と融合できる研究を目指している。

## 沿革
- 2000年 - K2タウンキャンパス（新川崎タウンキャンパス）の開設。
- 2003年 - インキュベート施設（KBIC）の開設。
- 2009年11月 - 慶應義塾と川崎市は従来の協力関係を発展させた「連携・協力に関する基本協定」を締結。
- 2012年 - 新館（NANOBIC）を開設。
- 2019年 - 産学交流・研究施設（AIRBIC）を開設。
- 2023年8月 - 慶應義塾と川崎市が「新川崎・創造のもり地区」機能更新へ協定締結。

## ギャラリー

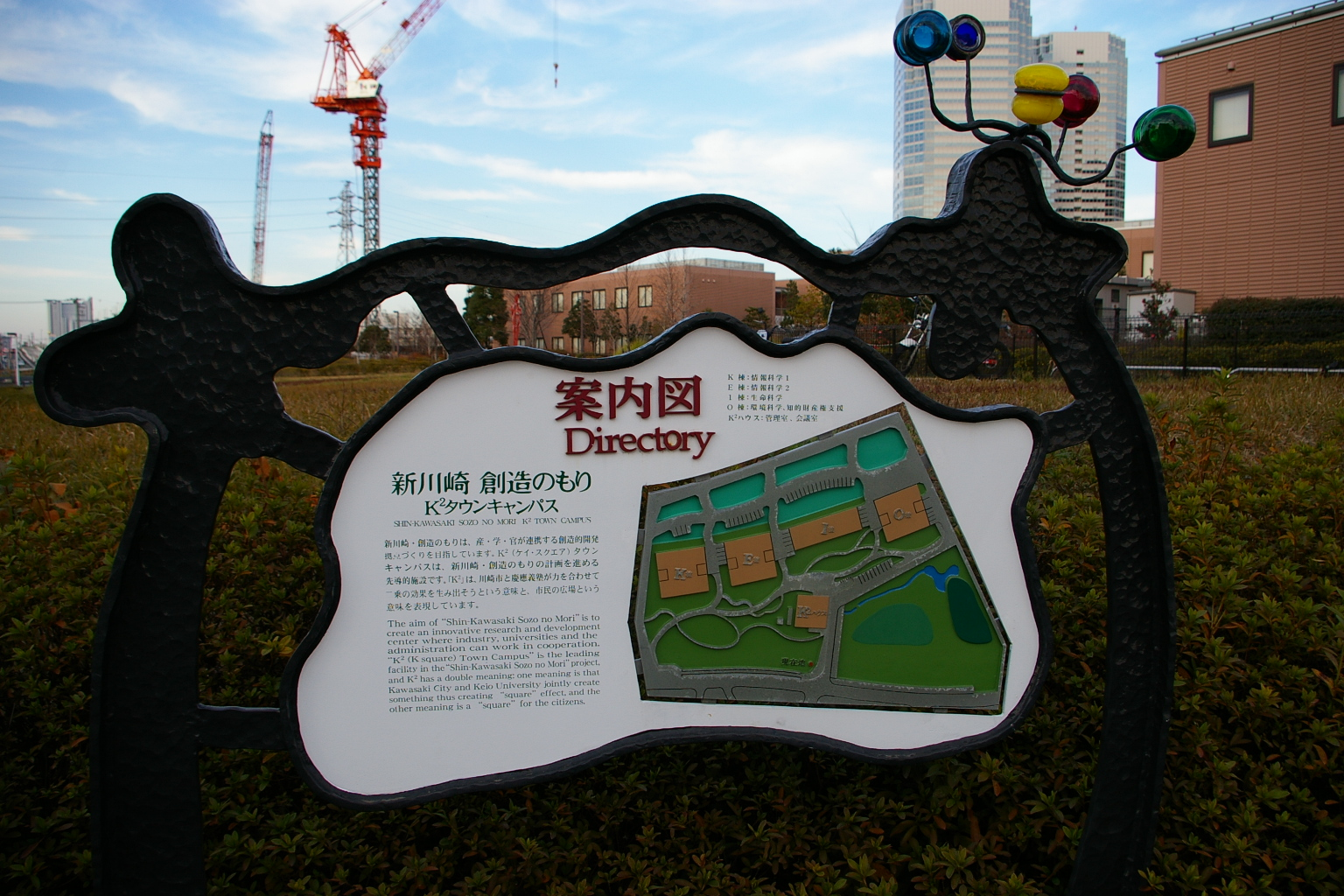
キャンパスの案内図
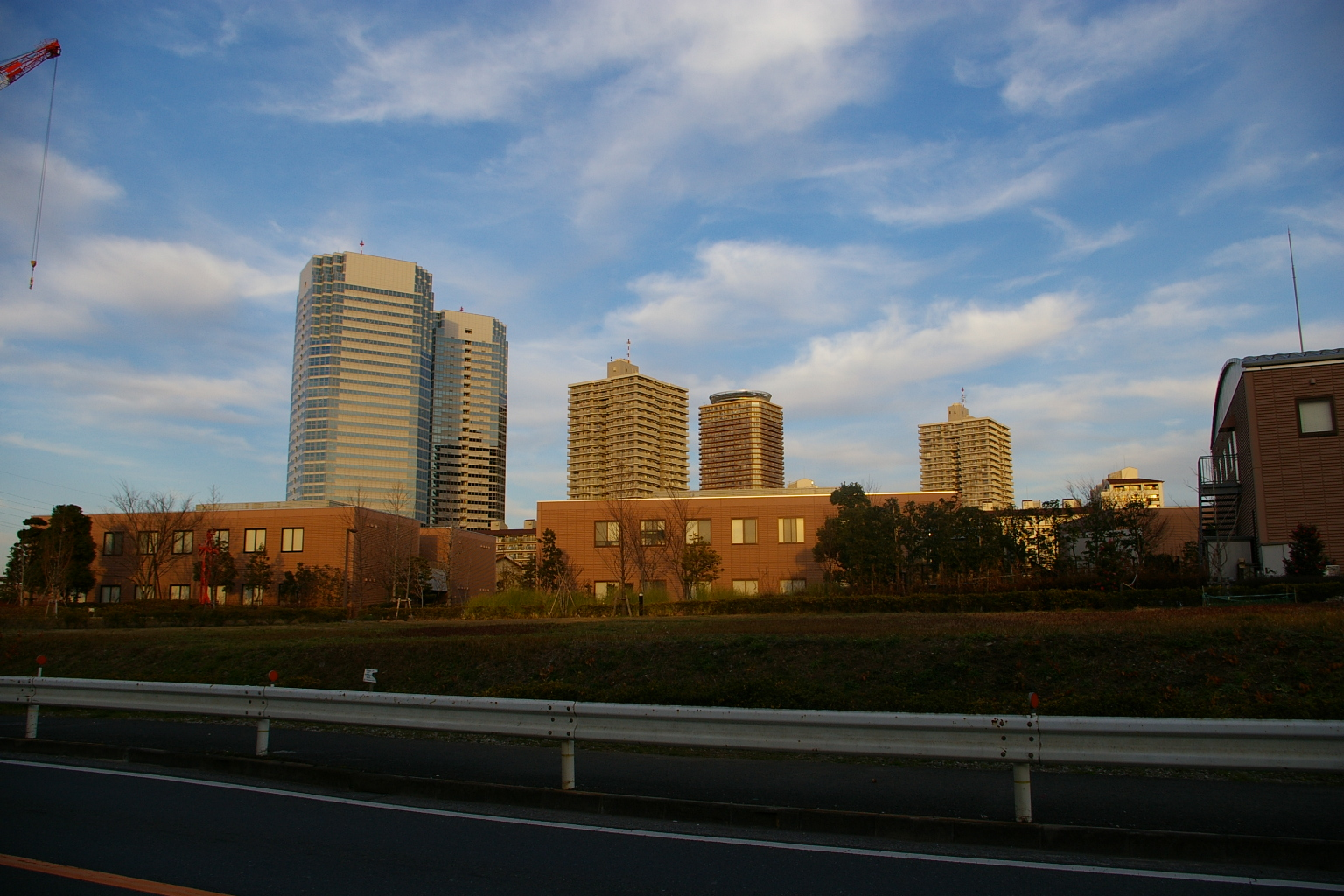
鹿島田駅方面を望む。 左に建つのが新川崎三井ビルディング
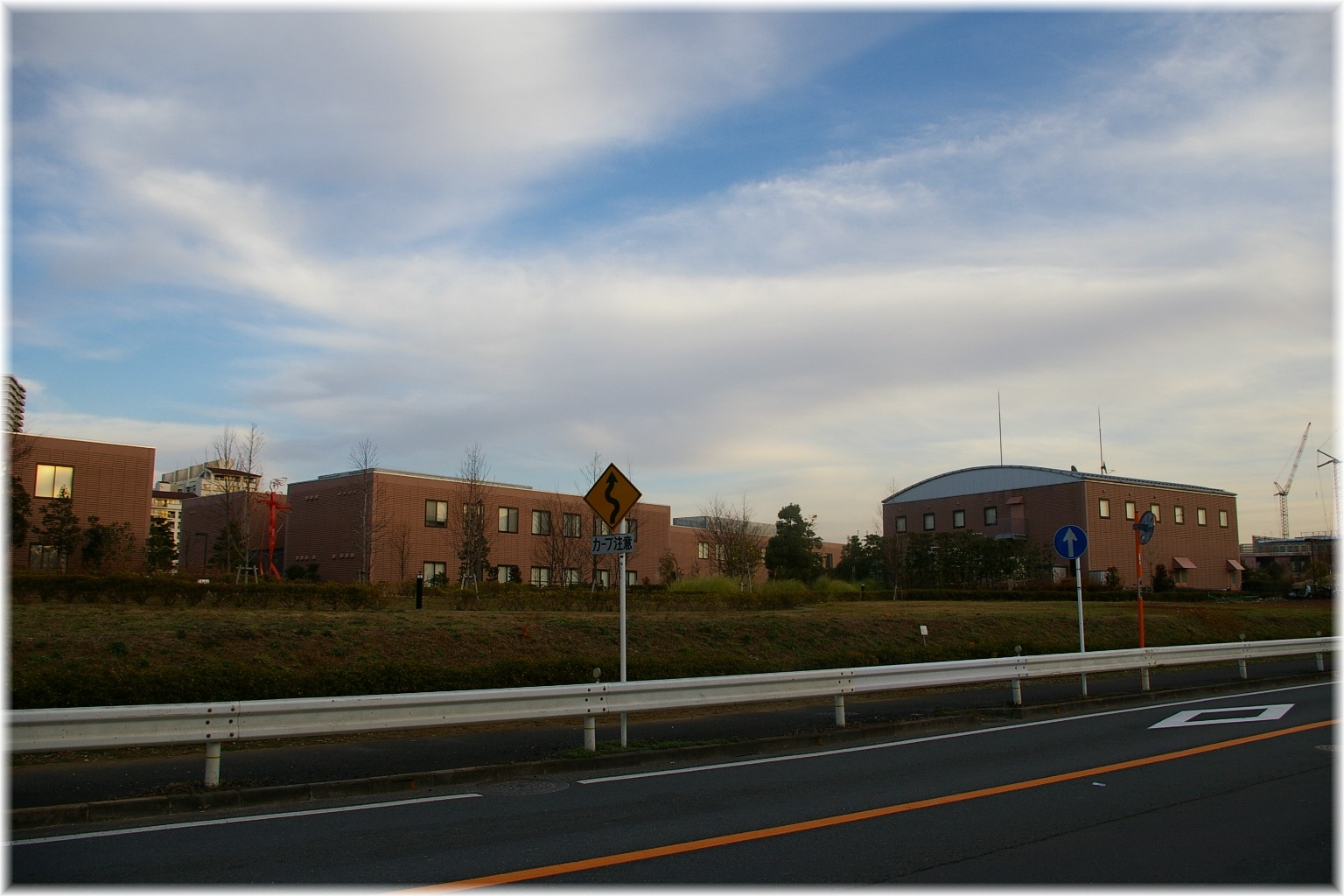
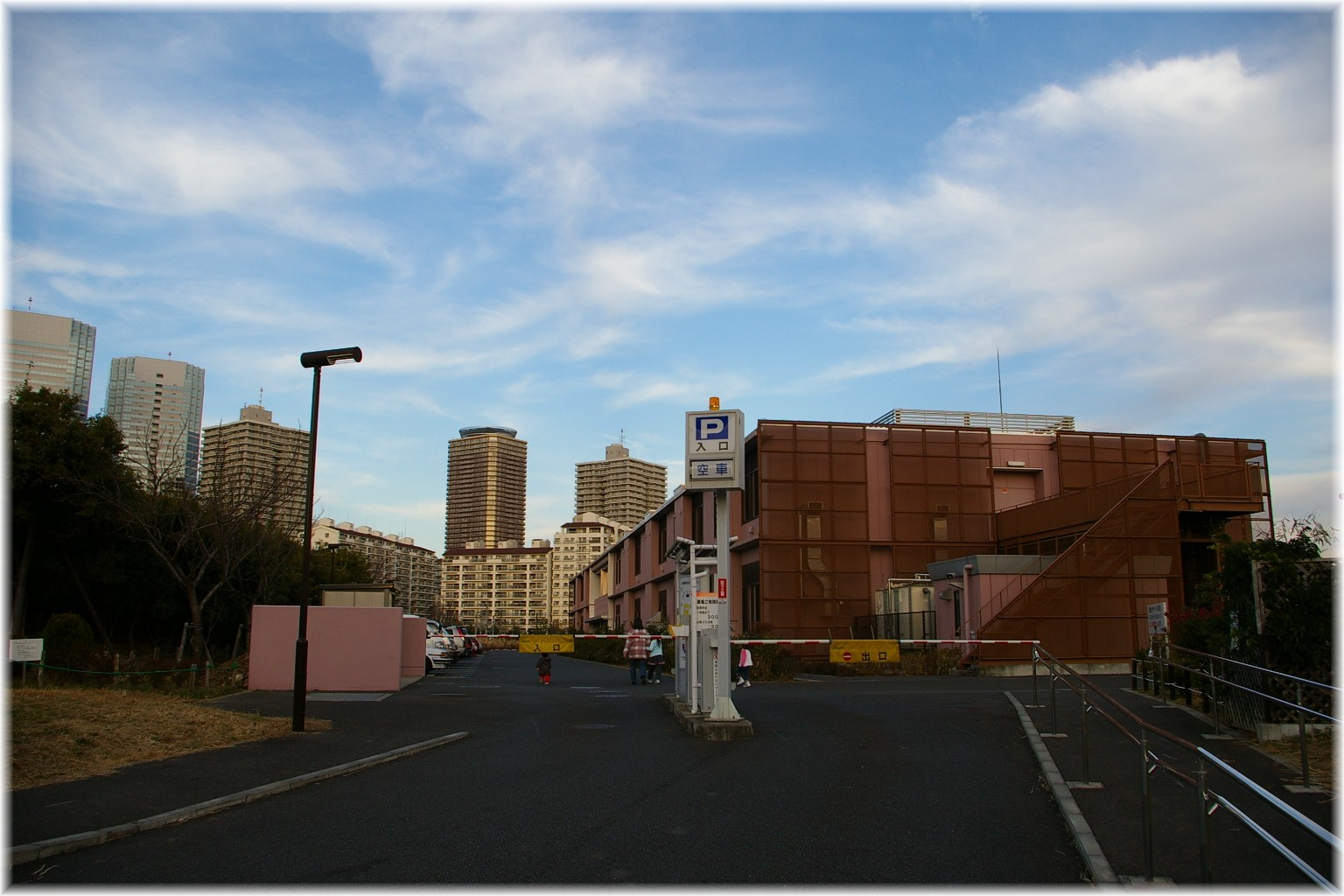
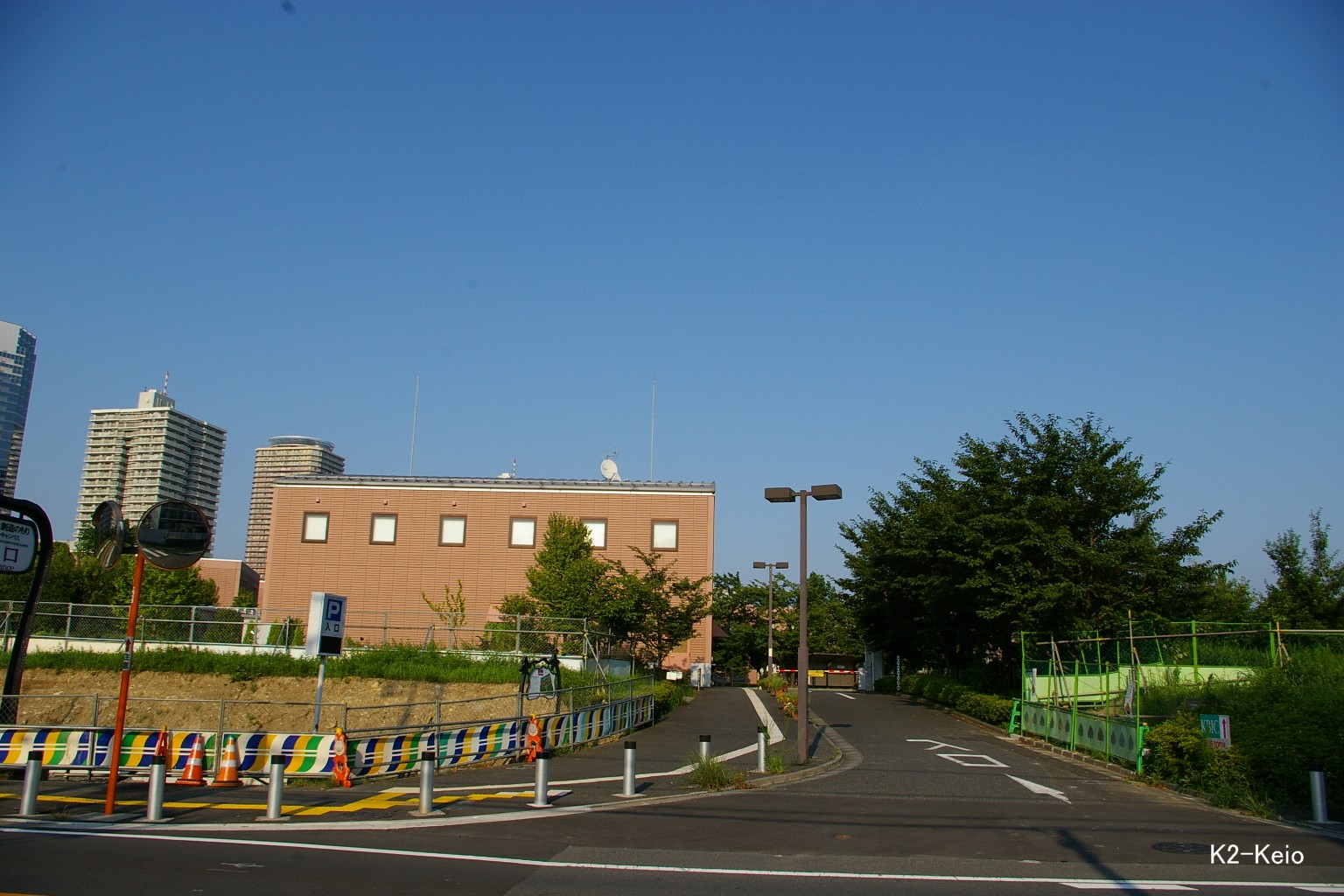
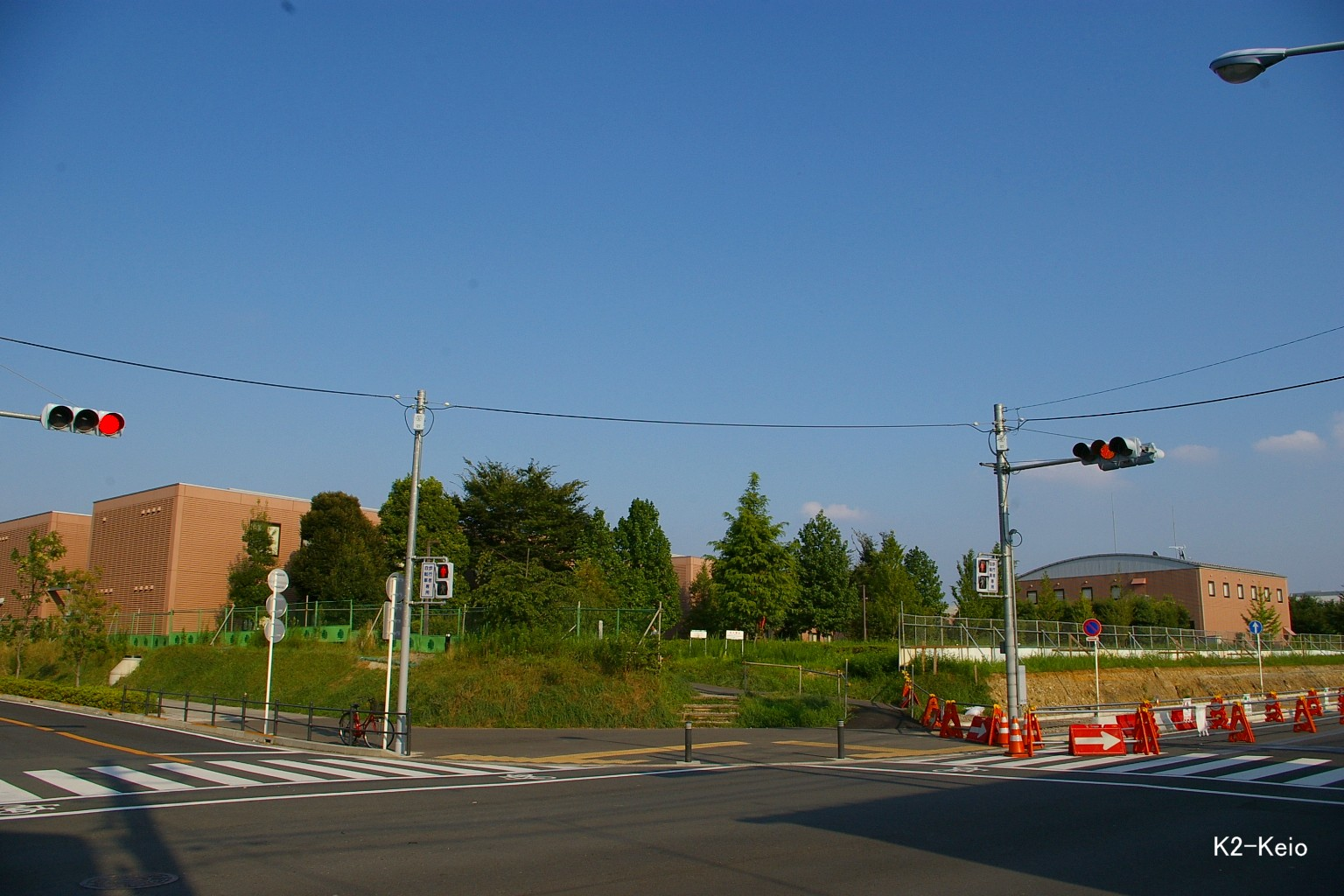
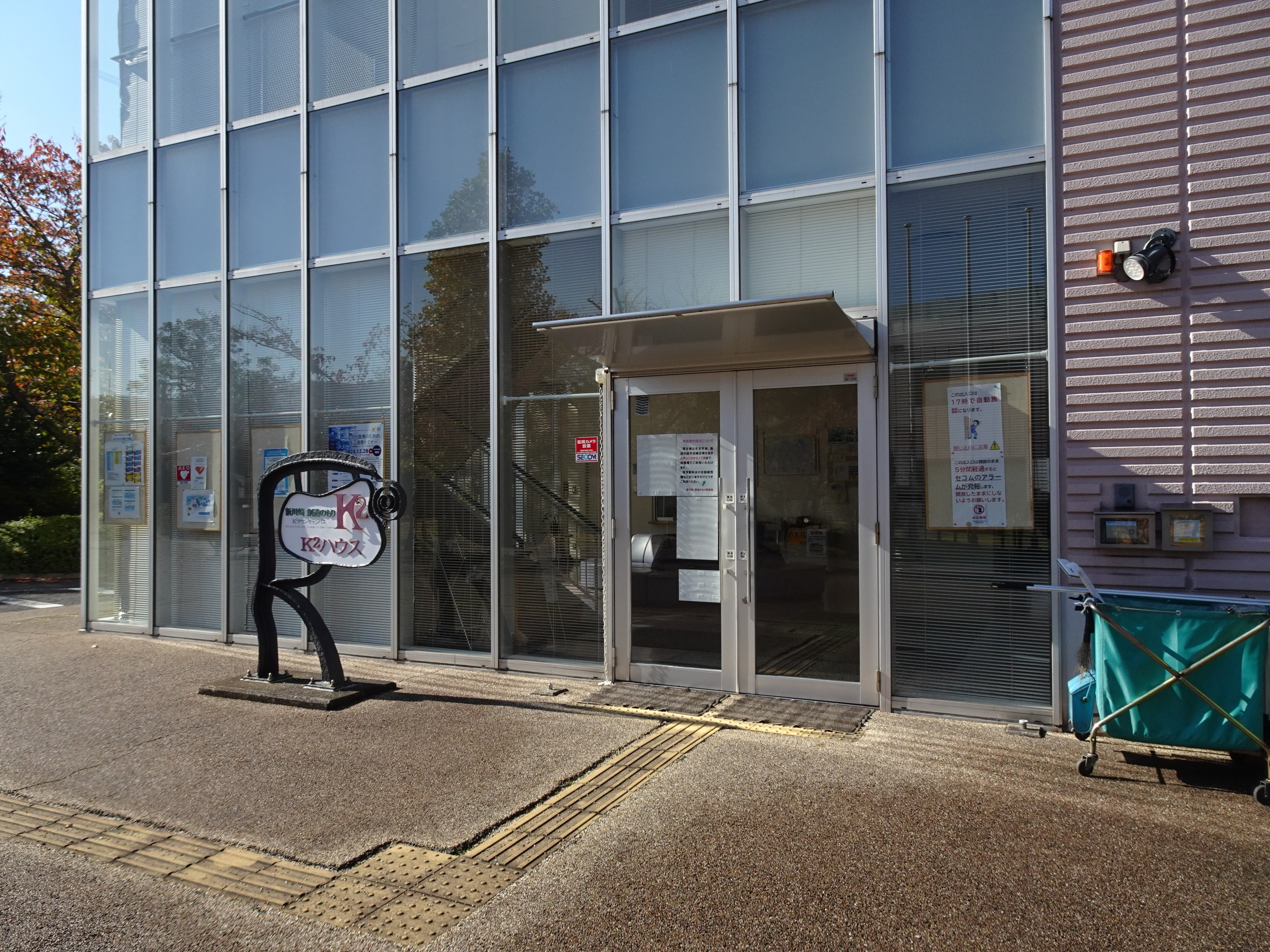
K2ハウス
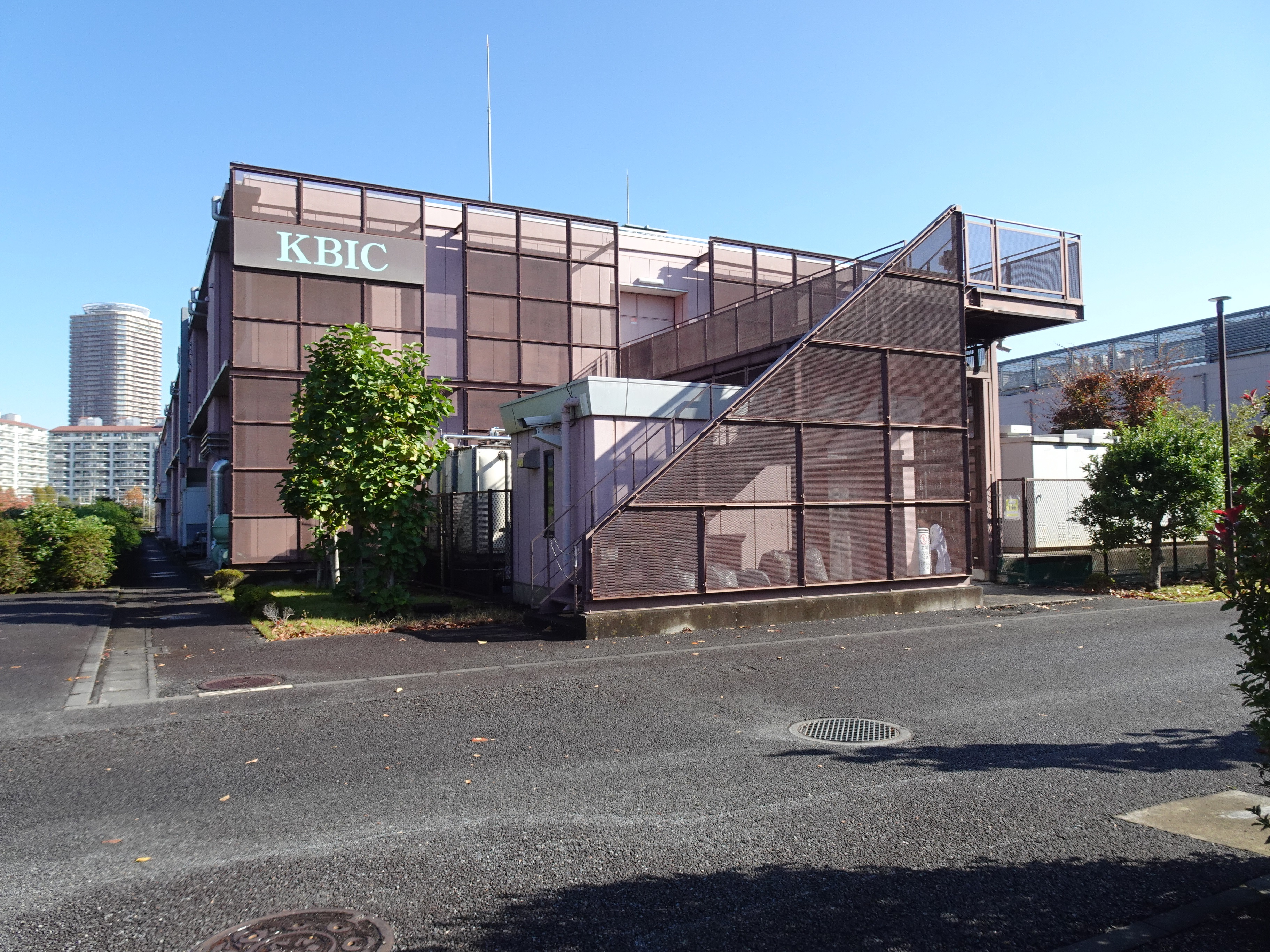
KBICの裏手側
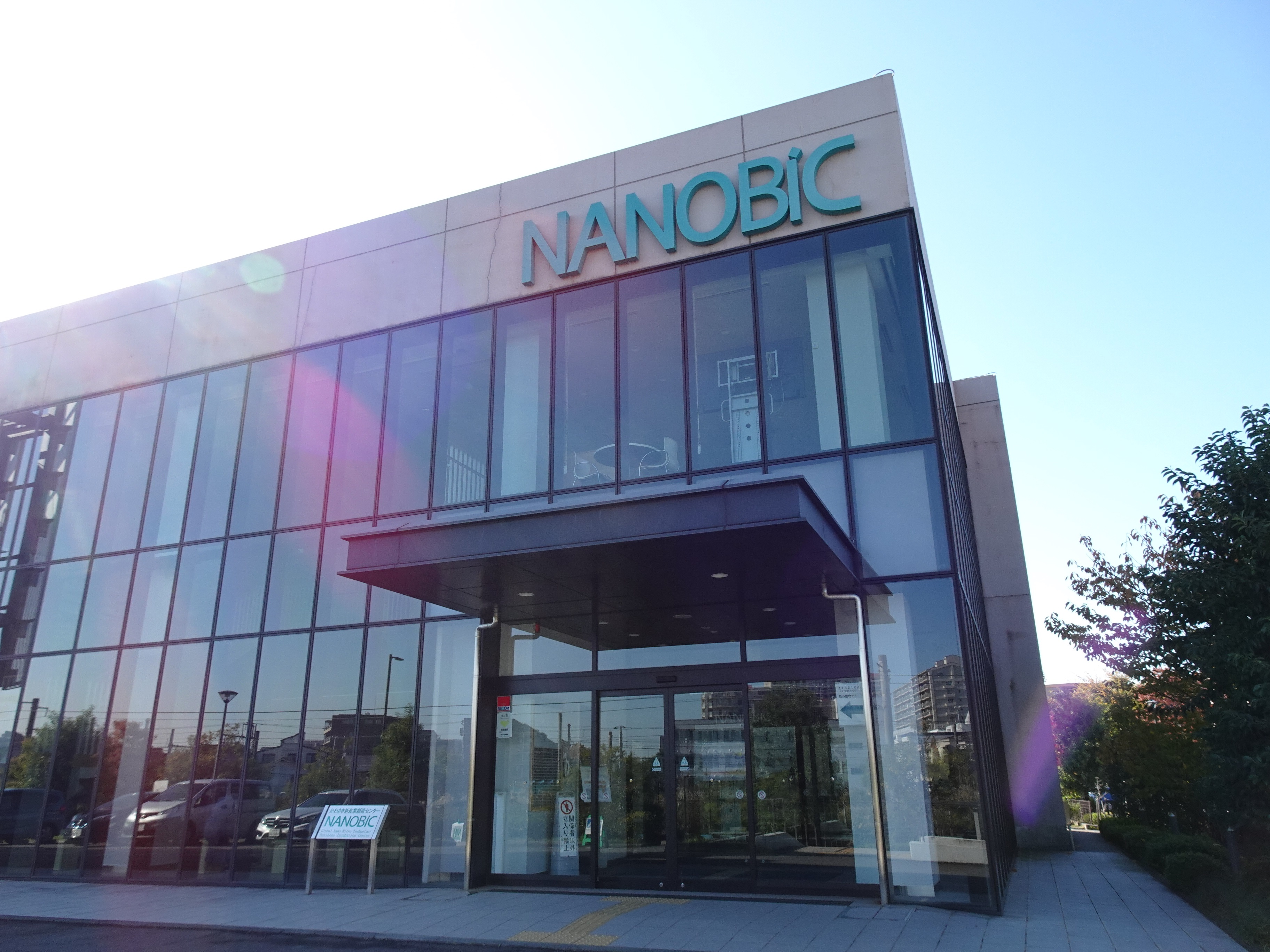
NANOBICの外観
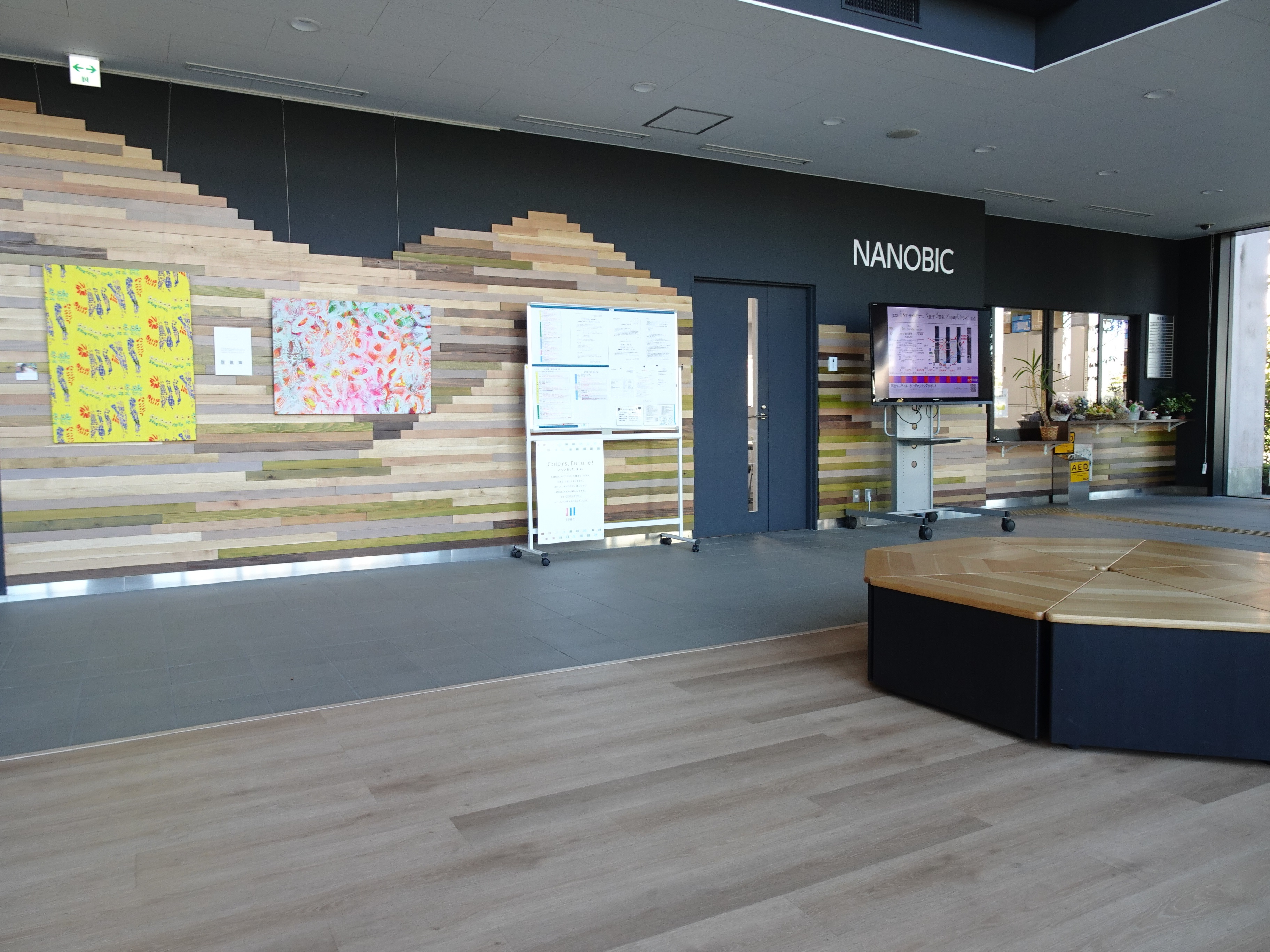
NANOBICのエントランスホール

## 交通アクセス
K2タウンキャンパス（ケイスクエアタウンキャンパス、新川崎タウンキャンパス）
所在地：神奈川県川崎市幸区新川崎7−1
- JR横須賀線「新川崎駅」下車 徒歩10分
- JR南武線「鹿島田駅」下車 徒歩15分
- 「川崎駅」西口より市営バスにて杉山神社前下車徒歩2分
- 市営バス・臨港バスにて夢見ヶ崎動物公園下車徒歩5分